# Le Jeu lugubre
Le Jeu Lugubre est une œuvre surréaliste de Salvador Dalí créée en 1929. C'est une huile et des collages sur cartons. Il fait références aux excréments, au désir sexuel, à la castration et fait allusion à la « douceur » de la masturbation. Le nom du tableau a été donné par le poète Paul Éluard.

## Histoire
Dalí peignit cette œuvre surréaliste durant l'été 1929, où il connut Gala. Cette année, plusieurs surréalistes firent le déplacement à Cadaqués pour rendre visite à Dalí. En voyant son style de peinture, ils admirent Dalí parmi le groupe des surréalistes.
La toile fut exposée à la galerie Goemans à Paris la même année ce qui était une consécration, mais elle provoqua dans le même temps un énorme scandale chez les surréalistes. Breton demanda des explications sur le personnage aux vêtements souillés d'excréments et qui avait causé un rejet de la part du groupe. En réaction, Dalí traita les surréalistes de « révolutionnaires au papier hygiénique » qui « avaient peur de la merde ».
Georges Bataille, rival de Breton sur la scène intellectuelle parisienne, publia une analyse dévastatrice du tableau qui était, selon lui, un infâme cumul d'images abjectes, vides de toute poétique et fruits d'un délire vorace et répugnant.
Dalí rejeta cette interprétation et expliqua que la toile était chargée de suggestions qui permettaient de multiples interprétations.

## Analyse
L’œuvre est un magnifique spécimen d'art surréaliste et donne un panorama du langage ésotérique de Dalí. Il y reflète ses délires, tabous sexuels, masturbation coupable, peur de la castration, scatologie et angoisses. Tout élément symbolique y trouve sa place.
On y trouve la tête de Dalí sous la forme de rochers du Cap de Creus. L'absence de bouche, le crâne ouvert et la présence de sauterelles sont des figures d'angoisse.
Le tableau contient un classique jeu d'image dans l'image, la tête du lapin est formée par une tête d'oiseau. On retrouve ici les pierres molles déjà présentes dans Chair de poule inaugurale auxquelles une vulve a été ajoutée, un chapeau, symbole masculin, côtoie des escargots, animaux hermaphrodites, et des sauterelles.
La figure claire possède des éléments anatomiques d'un mâle castré et d'une femelle : un pénis mou et des seins. Au contraire, le lion est un symbole de virilité sauvage. Les excréments sont pour Dalí une image d'abjection. Ils sont associés au pénis, au sexe mâle, et expriment la peur de la castration que l'on retrouve dans la main qui porte un pénis ensanglanté dans un mouchoir comme s'il avait été émasculé.
La grille représente une prison inconsciente, les ambiguïtés et répressions qui obsèdent le peintre.
Enfin, la manière dont la femme se touche la tête évoque la masturbation féminine.